# Colilodion tetramerus
Espèce
Colilodion tetramerus est une espèce de coléoptères de la famille des Staphylinidae.

## Répartition
Cette espèce est connue de Hainan, dans le Sud de la Chine.